# Дариерова болест
Дариерова болест (ДБ), морбус Дариер, фоликуларна кератоза (лат. keratosis follicularis) или Дариер-Вајтов болест је аутозомно доминантно наследна генодерматоза коју карактеришу масне хиперкератотичне папуле у себореичним пределима, абнормалности ноктију и промене слузокоже.

## Историја
Болест су први независно пријавили Дариер и Вајт 1889. године. Вајт је први препознао генетску природу фоликуларне кератозе  (Дариерове болест) тако што је приметио да су мајка и њена ћерка погођене овом болешћу.

## Епидемиологија
Болест се ретко јавља широм света са преваленцијом која се креће:
- 1 случај на 30.000 становника у Шкотској

- 1 случај на 55.000 становника у централној Енглеској
- 1 случај на 100.000 у Данској.[6]

Пол
Мушкарци и жене су подједнако погођени фоликуларном кератозом (Дариеровом болешћу).

## Старост
Дариеова болест најчешће се манифестује од 6-20 година; међутим, пацијенти су се јављали већ у доби од 4 године и чак у доби од 70 година. Значајно је да је први случај конгениталне фоликуларне кератозе (Дариерова болест) дијагностикован биопсијом код детета са значајном позитивном породичном анамнезом за Дариерову болест, у којој су биле погођене најмање три генерације чланова исте породице.

## Етиопатогенеза
Дариерова болест или морбус Дариер односно фоликуларна кератоза, је генетски детерминисан поремећај кератинизације коже који карактерише појава фоликуларних и парафоликуларних кератотичних папула првенствено на капилацијуму, површинама набора, у себореичним пределима, али и на длановима, ноктима и оралној слузокожи.
Болест је одређена аутозомно доминантним геном са променљивом пенетрацијом. Међутим, многи случајеви ове болести примећени су као нова мутација у породичном стаблу.
У иначе не сасвим познатој патогенези Даријеве болести, као основна абнормалност помиње се дефект у синтези, организацији и/или сазревању тонофиламентно-демозомалног комплекса. Већина случајева ДБ почиње пре 30. године, током периода од 10 до 20 година. Поред класичног „себороичног“ облика ЦБ, постоји још неколико клиничких типова болести:
- хипертрофични (интертригинозни),
- везикулобулозни,
- линеарни (зостериформни) тип.

## Диференцијалне дијагнозе
- Хопфова брадавичаста акрокератоза,

- Породични бенигни пемфигус

- Себороични дерматитис

- Пролазна акантолитичка дерматоза

## Прогноза
Пацијенти са Дариевом болешћу  осећају свраб, а понекад и бол у захваћеним деловима коже. Психосоцијалне последице изгледа и мириса лезија представљају главни морбидитет Дариерове болести. Озбиљна компликација повезана са ДБ је повећана осетљивост на кожне бактеријске и вирусне инфекције, посебно херпес симплекс вирус, хумани папилома вирус  и инфекције поксвирусима. 
Почетна погрешна дијагноза ДБ  може довести до недовољног лечења таквих инфекција и фаталних исхода.  Међутим, генерално гледано, пацијенти са ДБ  имају очекивани животни век сличан оном у општој популацији.
Неуропсихијатријске абнормалности као што су епилепсија, ментална оштећења, шизофренија  и поремећаји расположења су повезанс ДБ. 
Неколико националних студија сугерише да генетска варијабилност унутар АТП2А2 гена који узрокује Дариерову болест такође даје подложност за бројне неуропсихијатријске поремећаје,  укључујући:
- биполарни поремећај,[15]
- интелектуалну неспособност,
- субклиничка оштећења когнитивних способности.[16]